# Declaració d'Independència de Catalunya
La Declaració d'Independència de Catalunya és un text polític, sense resolució efectiva de cap administració pública de Catalunya, en el qual es declara la constitució de la República Catalana, com a estat independent i sobirà, de dret, democràtic i social. La declaració també disposa l'entrada en vigor de la Llei de transitorietat jurídica i fundacional de la República i l'inici del procés constituent, democràtic, de base ciutadana, transversal, participatiu i vinculant. El document fou signat per la majoria independentista del Parlament de Catalunya el 10 d'octubre de 2017, després que el «Sí» a la independència guanyés en el referèndum d'autodeterminació unilateral celebrat l'1 del mateix mes.
Carles Puigdemont va anunciar immediatament que la declaració quedava en suspens temporal per obrir un període de negociació amb el govern de l'estat espanyol.
El 27 d'octubre de 2017 el Parlament de Catalunya aprovà la proposta de resolució que regula la proclamació de la República Catalana. Aquesta fou votada i aprovada per 70 vots a favor, 10 en contra i 2 vots en blanc, i l'absència de 52 diputats de l'oposició com a mesura de protesta. La proclamació d'independència va comptar amb els vots de Junts pel Sí, la CUP i el diputat no adscrit Germà Gordó. Catalunya Sí que es Pot va votar en contra, mentre que Ciutadans, el PSC i el PP van abandonar l'hemicicle per no participar en la votació. Entre els 10 vots en contra, van destacar set dels diputats de la coalició Catalunya Sí que es Pot, que havien mostrat el seu desacord en que la votació fos secreta i van acordar mostrar públicament el seu vot negatiu, segons va declarar Joan Coscubiela. Els altres diputats del grup que van mostrar el vot eren Jéssica Albiach, Lluís Rabell, Marta Ribas, Hortènsia Grau, Marc Vidal i Gemma Lienas.
Segons la Declaració aprovada, a partir d'aquesta data Catalunya esdevenia un nou estat, però una hora després, el Senat espanyol va aprovar l'aplicació de l'article 155 de la Constitució amb mesures que suspengueren l'autogovern de Catalunya, en van destituir el president i els consellers i van dissoldre el Parlament. Aquestes mesures i la manca de reconeixement originaren que la República no s'arribés a implementar.

## Reconeixement internacional

Espanya
Catalunya
Estats que reconeixen la independència de la República Catalana
Estats que no reconeixen la independència de la República Catalana
Estats que no expressen la seva posició sobre la República Catalana, o posició poc clara

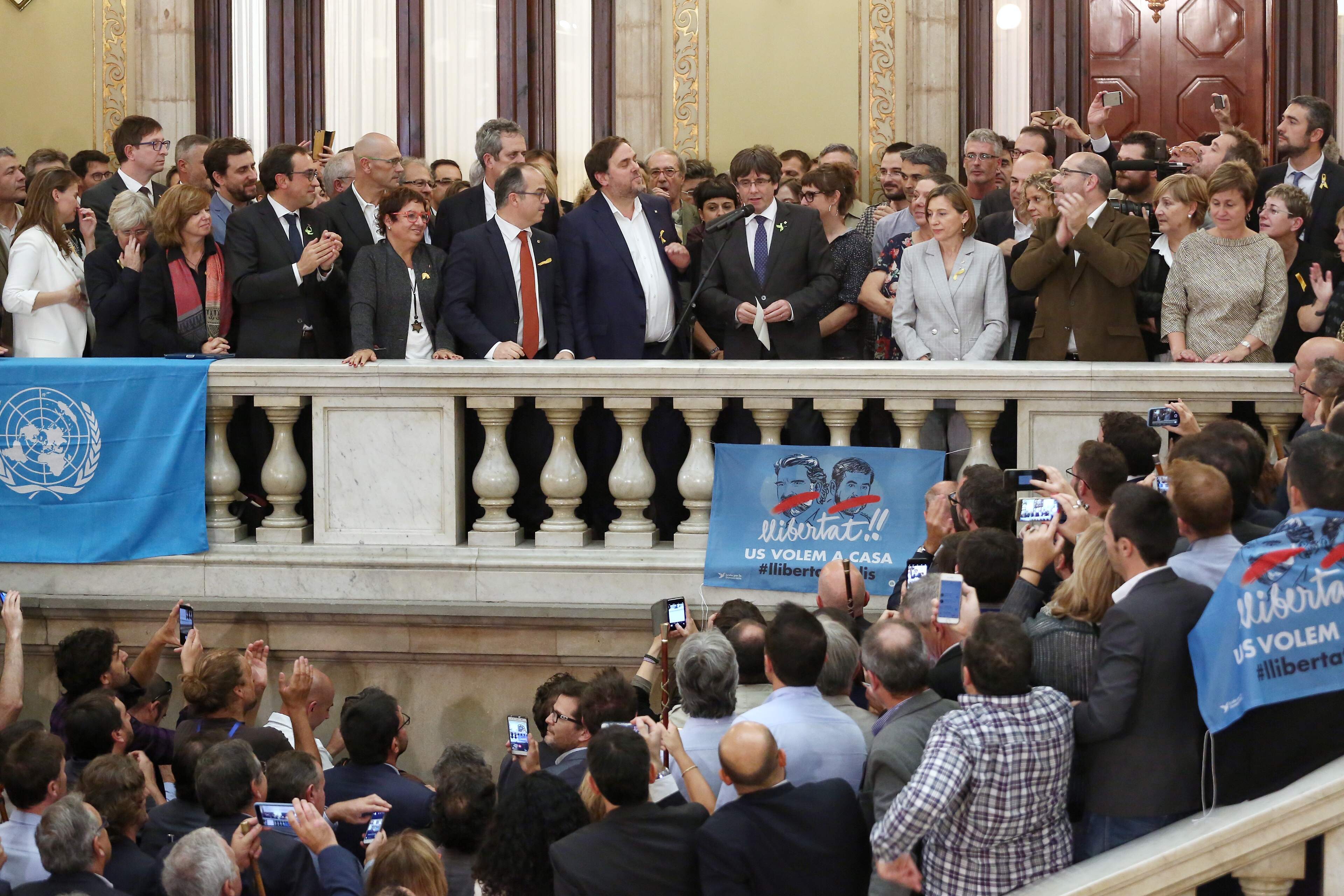
Declaració del president Puigdemont després del ple del Parlament el 27 d'octubre de 2017

Des de l'anunci del resultat del referèndum per part del president de la Generalitat el 10 d'octubre, i la immediata seva proposta d'ajornar la declaració d'independència per tal de propiciar el diàleg, algunes personalitats s'han pronunciat sobre si la resta d'estats del món reconeixerien o no una República Catalana. La majoria de veus provenen de l'estat espanyol, en la línia expressada uns dies abans pel portaveu del govern espanyol i ministre d'Educació, Cultura i Esport, Íñigo Méndez de Vigo, assegurant que la Unió Europea la rebutjaria.
Els primers estats a pronunciar-s'hi foren alguns de llatinoamericans, com Mèxic o Xile, anunciant que no reconeixerien Catalunya com un estat independent. Pel que fa als estats de la Unió Europea, el govern britànic hauria fet arribar a la premsa que no reconeixia l'estat català, per bé que el govern escocès manifestà que respectava la decisió de Catalunya, en una línia similar a la que sorgí de veus del Sinn Féin, com l'eurodiputat Matt Carthy. No obstant això, el ministre d'Afers Exteriors de Lituània, Linas Linkevicius, declarà el seu suport a la integritat territorial d'Espanya, tot i que feu una crida al diàleg, un argument semblant a l'expressat pel govern d'Andorra. Més contundents foren les declaracions del ministre d'Afers Exteriors italià, Angelino Alfano, que condemnà la declaració de la República Catalana en considerar-la fora de la llei, o les del primer ministre d'Estònia, Jüri Ratas, que apel·là a la resolució de la situació en el marc establert per la Constitució i la legislació espanyola.
Per la seva banda, Dejan Levanic -president dels socialdemòcrates eslovè- va felicitar el poble de Catalunya, i el seu número dos al parlament, Jan Škoberne, assegurà que el seu país sí que reconeixeria el nou estat català, i el diputat lapó Mikko Kärnä felicità el naixement de la República Catalana i va anunciar que sotmetria una moció al parlament de Finlàndia per tal de debatre'n el reconeixement. Ossètia del Sud va donar suport al dret dels catalans a decidir, i des de Flandes, el president Geert Bourgeois no entrà a valorar la legalitat del gest català, però en va destacar el valor polític i va fer una crida al diàleg. Pel que fa al continent americà, des del Quebec, Martine Ouellet -cap del Bloc Québecois- va declarar que tant el Quebec com el Canadà haurien de reconèixer Catalunya, tot qualificant el procés independentista català de "democràtic i pacífic". Des de l'Argentina, el diputat pel Frente de Izquierdas Juan Carlos Giordano va declarar que presentaria una moció perquè el país sud-americà reconegués la nova república. Finalment, entrant ja en l'àmbit de les organitzacions internacionals, el secretari general de l'OTAN, Jens Stoltenberg, va manifestar el valor de l'estat espanyol com a membre de l'organització i va declarar que l'afer català calia resoldre'l en el marc de l'ordre constitucional espanyol.
El 16 de novembre de 2021 es confirmà que la Comissió Europea es reuní amb el secretari d'estat del PP Jorge Toledo el 2 d'octubre de 2017, l'endemà del referèndum del Primer d’Octubre. Aquesta reunió fou confirmada pel llavors comissari de la Comissió Europea, Frans Timmermans, responent la pregunta referida a aquest tema de part dels eurodiputats Carles Puigdemont, Toni Comín i Clara Ponsatí, que li feren arribar a partir d'un article del diari La Razón, en el qual s'assegurava que el 4 d’octubre de 2017 era previst que Timmermans fes oficial l'oferta de la Comissió Europea d’exercir de mediadora en el conflicte català, i va ser el govern de Rajoy que ho va evitar in extremis el 2 d'octubre, quan hi va haver “una crisi de primera magnitud” perquè el president de la Comissió Europea, Jean-Claude Juncker, havia deixat escrit que "allargava la mà per a la mediació". Frans Timmermans, però no explicà quins arguments defensà cada una de les parts ni feu públic el discurs original que s'hauria llegit sobre la mediació en cas de produir-se. Així, al ple del Parlament Europeu que va debatre la situació a Catalunya el 4 d’octubre de 2017, el vicepresident de la Comissió Europea, Frans Timmermans, va dir finalment que el referèndum havia estat il·legal i que calia respectar la llei espanyola, i aquesta va ser la posició oficial.